# Gobierno de Dinamarca
El gobierno de Dinamarca (danés: regering) ha sido el principal órgano ejecutivo y el gobierno del Reino de Dinamarca desde 1848. El gobierno está dirigido por el primer ministro. Hay alrededor de 25 miembros del Gabinete, conocidos como "ministros", los cuales también son jefes de ministerios gubernamentales específicos. El gabinete generalmente ha estado compuesto por ministros de dos o más partidos que forman un gobierno de coalición. Aun así, la mayoría de estos gobiernos han sido gobiernos minoritarios, contando con el apoyo de otros partidos.
Los gabinetes son nombrados formalmente por el monarca. En la práctica, una vez que un gobierno ha dimitido, existe un conjunto fijo de reglas para nombrar a un investigador (por lo general, el futuro primer ministro), con la tarea de intentar formar un nuevo gobierno. El primer ministro dirigirá el Gabinete por convención. Los gobiernos reciben el nombre del primer ministro, aunque pueden tener nombres abreviados.
Desde el 21 de agosto de 2019, la primera ministra es Mette Frederiksen, quien encabezó un gobierno minoritario del Partido Socialdemócrata y desde el 15 de diciembre de 2022, lidera un gobierno mayoritario que está conformado por partidos a ambos lados del centro como son los Socialdemócratas, Venstre y los Moderados.

## Lista de gobiernos
A continuación se muestra una lista de todos los gabinetes desde 1848.
| N° | Gobierno                       | Inicio                   | Fin                      | Duración          | Partidos                                                                   | Nombre popular                                             |
| -- | ------------------------------ | ------------------------ | ------------------------ | ----------------- | -------------------------------------------------------------------------- | ---------------------------------------------------------- |
| 1  | Gobierno Moltke I              | 22 de marzo de 1848      | 16 de noviembre de 1848  | 239 días          | Ministros fuera de partidos Liberal Nacional Bondevennerne                 | Gobierno de marzo                                          |
| 2  | Gobierno Moltke II             | 16 de noviembre de 1848  | 13 de julio de 1851      | 2 años y 239 días | Ministros fuera de partidos                                                | Gobierno de noviembre                                      |
| 3  | Gobierno Moltke III            | 13 de julio de 1851      | 18 de octubre de 1851    | 97 días           | —                                                                          | Gobierno de julio                                          |
| 4  | Gobierno Moltke IV             | 18 de octubre de 1851    | 27 de enero de 1852      | 101 días          | —                                                                          | Gobierno de octubre                                        |
| 5  | Gobierno Bluhme I              | 27 de enero de 1852      | 21 de abril de 1853      | 1 año y 84 días   | —                                                                          | Gobierno de enero                                          |
| 6  | Gobierno Ørsted                | 21 de abril de 1853      | 12 de diciembre de 1854  | 1 año y 235 días  | —                                                                          | —                                                          |
| 7  | Gobierno Bang                  | 12 de diciembre de 1854  | 18 de octubre de 1856    | 1 año y 311 días  | —                                                                          | —                                                          |
| 8  | Gobierno Andræ                 | 18 de octubre de 1856    | 13 de mayo de 1857       | 207 días          | —                                                                          | —                                                          |
| 9  | Gobierno Hall I                | 13 de mayo de 1857       | 2 de diciembre de 1859   | 2 años y 203 días | —                                                                          | —                                                          |
| 10 | Gobierno Rotwitt               | 2 de diciembre de 1859   | 24 de febrero de 1860    | 84 días           | —                                                                          | —                                                          |
| 11 | Gobierno Hall II               | 24 de febrero de 1860    | 31 de diciembre de 1863  | 3 años y 310 días | —                                                                          | —                                                          |
| 12 | Gobierno Monrad                | 31 de diciembre de 1863  | 11 de julio de 1864      | 193 días          | —                                                                          | —                                                          |
| 13 | Gobierno Bluhme II             | 11 de julio de 1864      | 6 de noviembre de 1865   | 1 año y 118 días  | —                                                                          | —                                                          |
| 14 | Gobierno Frijs                 | 6 de noviembre de 1865   | 28 de mayo de 1870       | 4 años y 203 días | —                                                                          | —                                                          |
| 15 | Gobierno Holstein-Holsteinborg | 28 de mayo de 1870       | 14 de julio de 1874      | 4 años y 47 días  | —                                                                          | —                                                          |
| 16 | Gobierno Fonnesbech            | 14 de julio de 1874      | 11 de junio de 1875      | 332 días          | —                                                                          | —                                                          |
| 17 | Gobierno Estrup                | 11 de junio de 1875      | 7 de agosto de 1894      | 19 años y 57 días | Højre                                                                      | —                                                          |
| 18 | Gobierno Reedtz-Thott          | 7 de agosto de 1894      | 23 de mayo de 1897       | 2 años y 289 días | Højre                                                                      | —                                                          |
| 19 | Gobierno Hørring               | 23 de mayo de 1897       | 27 de abril de 1900      | 2 años y 339 días | Højre                                                                      | —                                                          |
| 20 | Gobierno Sehested              | 27 de abril de 1900      | 24 de julio de 1901      | 1 año y 88 días   | Højre                                                                      | —                                                          |
| 21 | Gobierno Deuntzer              | 24 de julio de 1901      | 14 de enero de 1905      | 3 años y 174 días | Venstre                                                                    | —                                                          |
| 22 | Gobierno Christensen I         | 14 de enero de 1905      | 24 de julio de 1908      | 3 años y 192 días | Venstre                                                                    | —                                                          |
| 23 | Gobierno Christensen II        | 24 de julio de 1908      | 12 de octubre de 1908    | 80 días           | Venstre                                                                    | —                                                          |
| 24 | Gobierno Neergaard I           | 12 de octubre de 1908    | 16 de agosto de 1909     | 308 días          | Venstre                                                                    | —                                                          |
| 25 | Gobierno Holstein-Ledreborg    | 16 de agosto de 1909     | 28 de octubre de 1909    | 73 días           | Venstre                                                                    | —                                                          |
| 26 | Gobierno Zahle I               | 28 de octubre de 1909    | 5 de julio de 1910       | 250 días          | Social Liberal                                                             | —                                                          |
| 27 | Gobierno Berntsen              | 5 de julio de 1910       | 21 de junio de 1913      | 2 años y 351 días | Venstre                                                                    | —                                                          |
| 28 | Gobierno Zahle II              | 21 de junio de 1913      | 30 de marzo de 1920      | 6 años y 283 días | Social Liberal                                                             | —                                                          |
| 29 | Gobierno Liebe                 | 30 de marzo de 1920      | 5 de abril de 1920       | 6 días            | Gobierno interino                                                          | —                                                          |
| 30 | Gobierno Friis                 | 5 de abril de 1920       | 5 de mayo de 1920        | 30 días           | Gobierno interino                                                          | —                                                          |
| 31 | Gobierno Neergaard II          | 5 de mayo de 1920        | 9 de octubre de 1922     | 2 años y 157 días | Venstre                                                                    | —                                                          |
| 32 | Gobierno Neergaard III         | 9 de octubre de 1922     | 23 de abril de 1924      | 1 año y 197 días  | Venstre                                                                    | —                                                          |
| 33 | Gobierno Stauning I            | 23 de abril de 1924      | 14 de diciembre de 1926  | 2 años y 235 días | Socialdemócratas                                                           | —                                                          |
| 34 | Gobierno Madsen-Mygdal         | 14 de diciembre de 1926  | 30 de abril de 1929      | 2 años y 137 días | Venstre                                                                    | —                                                          |
| 35 | Gobierno Stauning II           | 30 de abril de 1929      | 4 de noviembre de 1935   | 6 años y 188 días | Socialdemócratas Social Liberal                                            | Gobierno de Stauning-Munch                                 |
| 36 | Gobierno Stauning III          | 4 de noviembre de 1935   | 15 de septiembre de 1939 | 3 años y 315 días | Socialdemócratas Social Liberal                                            | —                                                          |
| 37 | Gobierno Stauning IV           | 15 de septiembre de 1939 | 10 de abril de 1940      | 208 días          | Socialdemócratas Social Liberal                                            | —                                                          |
| 38 | Gobierno Stauning V            | 10 de abril de 1940      | 8 de julio de 1940       | 89 días           | Socialdemócratas Social Liberal                                            | —                                                          |
| 39 | Gobierno Stauning VI           | 8 de julio de 1940       | 4 de mayo de 1942        | 1 año y 300 días  | Gobierno de unidad                                                         | —                                                          |
| 40 | Gobierno Buhl I                | 4 de mayo de 1942        | 9 de noviembre de 1942   | 189 días          | Gobierno de unidad                                                         | —                                                          |
| 41 | Gobierno Scavenius             | 9 de noviembre de 1942   | 5 de mayo de 1945        | 2 años y 177 días | Gobierno de unidad                                                         | —                                                          |
| 42 | Gobierno Buhl II               | 5 de mayo de 1945        | 7 de noviembre de 1945   | 186 días          | Gobierno de unidad                                                         | Gabinete de la Liberación                                  |
| 43 | Gobierno Kristensen            | 7 de noviembre de 1945   | 13 de noviembre de 1947  | 2 años y 6 días   | Venstre                                                                    | —                                                          |
| 44 | Gobierno Hedtoft I             | 13 de noviembre de 1947  | 16 de septiembre de 1950 | 2 años y 307 días | Socialdemócratas                                                           | —                                                          |
| 45 | Gobierno Hedtoft II            | 16 de septiembre de 1950 | 30 de octubre de 1950    | 44 días           | Socialdemócratas                                                           | —                                                          |
| 46 | Gobierno Eriksen               | 30 de octubre de 1950    | 30 de septiembre de 1953 | 2 años y 335 días | Venstre Popular Conservador                                                | —                                                          |
| 47 | Gobierno Hedtoft II            | 30 de septiembre de 1953 | 1 de febrero de 1955     | 1 año y 124 días  | Socialdemócratas                                                           | —                                                          |
| 48 | Gobierno Hansen I              | 1 de febrero de 1955     | 28 de mayo de 1957       | 2 años y 116 días | Socialdemócratas                                                           | —                                                          |
| 49 | Gobierno Hansen II             | 28 de mayo de 1957       | 21 de febrero de 1960    | 2 años y 269 días | Socialdemócratas Social Liberal Partido de la Justicia                     | Gobierno Triángulo (Trekantregeringen)                     |
| 50 | Gobierno Kampmann I            | 21 de febrero de 1960    | 18 de noviembre de 1960  | 271 días          | Socialdemócratas Social Liberal Partido de la Justicia                     | —                                                          |
| 51 | Gobierno Kampmann II           | 18 de noviembre de 1960  | 3 de septiembre de 1962  | 1 año y 289 días  | Socialdemócratas Social Liberal                                            | —                                                          |
| 52 | Gobierno Krag I                | 3 de septiembre de 1962  | 29 de septiembre de 1964 | 2 años y 26 días  | Socialdemócratas Social Liberal                                            | —                                                          |
| 53 | Gobierno Krag II               | 29 de septiembre de 1964 | 2 de febrero de 1968     | 3 años y 126 días | Socialdemócratas                                                           | —                                                          |
| 54 | Gobierno Baunsgaard            | 2 de febrero de 1968     | 11 de octubre de 1971    | 3 años y 251 días | Social Liberal Popular Conservador Venstre                                 | Gobierno VKR                                               |
| 55 | Gobierno Krag III              | 11 de octubre de 1971    | 5 de octubre de 1972     | 360 días          | Socialdemócratas                                                           | —                                                          |
| 56 | Gobierno Jørgensen I           | 5 de octubre de 1972     | 19 de diciembre de 1973  | 1 año y 75 días   | Socialdemócratas                                                           | —                                                          |
| 57 | Gobierno Hartling              | 19 de diciembre de 1973  | 13 de febrero de 1975    | 1 año y 56 días   | Venstre                                                                    | El gobierno Venstre estrecho (den smalle Venstre-regering) |
| 58 | Gobierno Jørgensen II          | 13 de febrero de 1975    | 30 de agosto de 1978     | 3 años y 198 días | Socialdemócratas                                                           | —                                                          |
| 59 | Gobierno Jørgensen III         | 30 de agosto de 1978     | 26 de octubre de 1979    | 1 año y 57 días   | Socialdemócratas Venstre                                                   | Gobierno SV                                                |
| 60 | Gobierno Jørgensen IV          | 26 de octubre de 1979    | 30 de diciembre de 1981  | 2 años y 65 días  | Socialdemócratas                                                           | —                                                          |
| 61 | Gobierno Jørgensen V           | 30 de diciembre de 1981  | 10 de septiembre de 1982 | 254 días          | Socialdemócratas                                                           | —                                                          |
| 62 | Gobierno Schlüter I            | 10 de septiembre de 1982 | 10 de septiembre de 1987 | 5 años            | Popular Conservador Venstre Demócratas de Centro Demócratas Cristianos     | Gobierno del trébol de cuatro hojas (Firkløverregeringen)  |
| 63 | Gobierno Schlüter II           | 10 de septiembre de 1987 | 3 de marzo de 1988       | 175 días          | Popular Conservador Venstre Demócratas de Centro Demócratas Cristianos     | —                                                          |
| 64 | Gobierno Schlüter III          | 3 de marzo de 1988       | 18 de diciembre de 1990  | 2 años y 290 días | Popular Conservador Venstre Social Liberal                                 | Gobierno KVR                                               |
| 65 | Gobierno Schlüter IV           | 18 de diciembre de 1990  | 25 de enero de 1993      | 2 años y 38 días  | Popular Conservador Venstre                                                | Gobierno KV                                                |
| 66 | Gobierno P.N. Rasmussen I      | 25 de enero de 1993      | 27 de septiembre de 1994 | 1 año y 245 días  | Socialdemócratas Demócratas de Centro Social Liberal Demócratas Cristianos | Gobierno del trébol rojo (Rødkløverregeringen)             |
| 67 | Gobierno P.N. Rasmussen II     | 27 de septiembre de 1994 | 30 de diciembre de 1996  | 2 años y 94 días  | Socialdemócratas Social Liberal Demócratas de Centro                       | —                                                          |
| 68 | Gobierno P.N. Rasmussen III    | 30 de diciembre de 1996  | 23 de marzo de 1998      | 1 año y 83 días   | Socialdemócratas Social Liberal                                            | Gobierno SR                                                |
| 69 | Gobierno P.N. Rasmussen IV     | 23 de marzo de 1998      | 27 de noviembre de 2001  | 3 años y 249 días | Socialdemócratas Social Liberal                                            | Gobierno SR                                                |
| 70 | Gobierno A.F. Rasmussen I      | 27 de noviembre de 2001  | 18 de febrero de 2005    | 3 años y 83 días  | Venstre Popular Conservador                                                | Gobierno VK                                                |
| 71 | Gobierno A.F. Rasmussen II     | 18 de febrero de 2005    | 23 de noviembre de 2007  | 2 años y 278 días | Venstre Popular Conservador                                                | Gobierno VK                                                |
| 72 | Gobierno A.F. Rasmussen III    | 23 de noviembre de 2007  | 5 de abril de 2009       | 1 año y 133 días  | Venstre Popular Conservador                                                | Gobierno VK                                                |
| 73 | Gobierno L.L. Rasmussen I      | 5 de abril de 2009       | 3 de octubre de 2011     | 2 años y 181 días | Venstre Popular Conservador                                                | Gobierno VK                                                |
| 74 | Gobierno Thorning-Schmidt I    | 3 de octubre de 2011     | 3 de febrero de 2014     | 2 años y 123 días | Socialdemócratas Social Liberal Popular Socialista                         | Gobierno SRSF                                              |
| 75 | Gobierno Thorning-Schmidt II   | 3 de febrero de 2014     | 28 de junio de 2015      | 1 año y 145 días  | Socialdemócratas Social Liberal                                            | Gobierno SR                                                |
| 76 | Gobierno L.L. Rasmussen II     | 28 de junio de 2015      | 28 de noviembre de 2016  | 1 año y 153 días  | Venstre                                                                    | Gobierno V                                                 |
| 77 | Gobierno L.L. Rasmussen III    | 28 de noviembre de 2016  | 27 de junio de 2019      | 2 años y 211 días | Venstre Alianza Liberal Popular Coonservador                               | Gobierno VLAK o Gobierno trébol                            |
| 78 | Gobierno Frederiksen I         | 27 de junio de 2019      | 15 de diciembre de 2022  | 3 años y 171 días | Socialdemócratas                                                           | Gobierno S                                                 |
| 79 | Gobierno Frederiksen II        | 15 de diciembre de 2022  | Incumbente               | 2 años y 127 días | Socialdemócratas Venstre Moderados                                         | Gobierno SVM                                               |